# Wydawnictwo Spacja
Wydawnictwo Spacja – działające w latach 1990–2002 wydawnictwo akademickie, w latach 1994–2001 członek nieformalnej Grupy Wydawniczej Aletheia (zob. Fundacja Aletheia).